# Картиками
Картиками (груз. კარტიკამი, арм. Կարտիկամ) — село в Грузии, на территории Ахалкалакского муниципалитета края (мхаре) Самцхе-Джавахети.

## География
Село находится в южной части Грузии, на правом берегу реки Абули (правый приток реки Паравани), на расстоянии приблизительно 3 километров (по прямой) к востоку от города Ахалкалаки, административного центра муниципалитета. Абсолютная высота — 1767 метров над уровнем моря.

## Население
По результатам официальной переписи населения 2014 года, в Картиками проживало 1695 человек (867 мужчин и 828 женщин). В национальной структуре населения армяне составляли 98,3 %, грузины — 1,3 %, русские — 0,2 %.
| Год  | Население, человек |
| ---- | ------------------ |
| 2002 | 2017               |
| 2014 | ↘ 1695             |